# (16973) Gaspari
Pour les articles homonymes, voir Gaspari.
(16973) Gaspari est un astéroïde de la ceinture principale.

## Description
(16973) Gaspari est un astéroïde de la ceinture principale. Il fut découvert le 23 novembre 1998 à Socorro (Nouveau-Mexique) par le projet LINEAR. Il présente une orbite caractérisée par un demi-grand axe de 2,23 UA, une excentricité de 0,10 et une inclinaison de 4,4° par rapport à l'écliptique.

## Compléments